# Ptilothrix heterochroa
Ptilothrix heterochroa är en biart som beskrevs av Cockerell 1919. Ptilothrix heterochroa ingår i släktet Ptilothrix och familjen långtungebin. Inga underarter finns listade i Catalogue of Life.